# Liste der politischen Parteien in Russland
Die Liste der politischen Parteien in Russland gibt eine Übersicht über die aktuellen und ehemaligen politischen Parteien der Russischen Föderation.

## Parteien
Zurzeit sind 75 politische Parteien beim Ministerium der Justiz der Russischen Föderation registriert (Stand: 25. August 2016).

### Parteien in der Staatsduma
(Quelle: )
- Einiges Russland (Единая Россия, Edinaja Rossija)
- Kommunistische Partei der Russischen Föderation (Коммунистическая партия Российской Федерации, Kommunistitscheskaja partija Rossijskoi federazii)
- Gerechtes Russland (Справедливая Россия, Sprawedliwaja Rossija)
- Liberal-Demokratische Partei Russlands (Либерально-Демократическая Партия России, Liberalno Demokratitscheskaja Partija Rossii)
- Neue Leute (Новые люди, Nowyje ljudi)

### Parteien bei der Dumawahl 2016
(sortiert nach Ergebnis)
- Kommunisten Russlands (Коммунисты России, Kommunisty Rossii)
- Jabloko (Яблоко)
- Partei der Pensionäre für Gerechtigkeit (Российская партия пенсионеров за справедливость, Rossijskaja partija pensionerow sa sprawedliwost)
- Wachstumspartei (Партия роста, Partija posta)
- Russische Ökologische Partei "Die Grünen" (Российская экологическая партия "Зелёные", Rossijskaja ekologitscheskaja partija "Seljonyje")
- PARNAS (Парнас)
- Patrioten Russlands (Патриоты России, Patrioty Rossii)
- Bürgerkraft (Гражданская сила, Graschdanskaja sila)

### Weitere registrierte Parteien
(sortiert nach deutschen Namen)
- Agrarpartei Russlands (Аграрная партия России, Agrarnaja partija Rossii)
- Allianz der Grünen (Альанс зелных, Aljans selnych)
- Arbeiterpartei Russlands
- Bürgerplattform (Гражданская платформа, Graschdanskaja platforma)
- "EHRLICH" – Mensch, Gerechtigkeit, Verantwortung
- Für die Frauen Russlands (Народная партия "За женщин", Narodnaja partija "Sa schenschtschin")
- Internetpartei der Russischen Föderation
- Junges Russland (Молодая Россия, Molodaja Rossija)
- Kommunistische Partei der sozialen Gerechtigkeit
- Monarchistische Partei der Russischen Föderation (Монархическая партия Российской Федерации, Monarchitscheskaja partija Rossijskoi)
- Neues Russland (Новая Россия, Nowaja Rossija)
- Partei der freien Bürger (Russland) (Партия свободных граждан, Partija swobodnych graschdan)
- Partei der Steuerzahler Russlands
- Partei der Sozialen Netze
- Partei der Sozialen Sicherheit
- Partei der Spirituellen Transformation Russlands
- Partei der Veteranen Russlands (Партия ветеранов России, Partija weteranow Rossii)
- Partei des Friedens und der Einigkeit
- Partei für die Gerechtigkeit
- Partei – GEGEN ALLE (Партия ПРОТИВ ВСЕХ)
- Rentnerpartei Russlands (Партия пенсионеров России, Partija pensionerow Rossii)
- Rodina (Родина)
- Russische Konservative Partei – Für unser Vaterland
- Russische Netzpartei
- Russische Partei der Automobilität Russlands
- Russische Sozialistische Partei (Российская Социалистическая партия России, Rossijskaja Sozialistitscheskaja partija Rossii)
- Russische Vereinigte Arbeiterfront
- Russische Volksunion (Российский народный союз, Rossijski narodny sojus)
- Schlaues Russland (Умная Россия, Umnaja Rossija)
- Sozialdemokratische Partei Russlands (Социал-демократическая партия России, Sozial-demokratitscheskaja partija Rossii)
- Städte Russlands (Города России, Goroda Rossii)
- Union der Bürger (Союз граждан, Sojus graschdan)

Nicht registrierte Parteien
- Russland der Zukunft (Россия будущего) (Alexei Nawalny)

## Ehemalige Parteien
- All-Russische Kommunistische Partei der Zukunft (Всероссийская коммунистическая партия будущего, Wserossijskaja kommunistitscheskaja partija Buduschtschewo) (2004–2005)
- Bewegung der demokratischen Reformen (Движение демократических реформ, Dwischenije demokratistitscheskich reform) (1991–1994)
- Bund der Grünen Russlands (Союз зелёных России, Sojus seljonych Rossii) (2005–2006)
- Demokratische Partei Russlands (Демократическая партия России, Demokratitscheskaja partija Rossii) (1990–2008)
- Demokratische Wahl Russlands (Демократический выбор России, Demokratitscheski wybor Rossii) (1993–2001)
- Islamische Partei der Wiedergeburt (Исламская партия возрождения, Islamskaja partija wosroschdenija) (1990–1994)
- Kommunisten – Arbeitendes Russland – Für die Sowjetunion (Коммунисты — Трудовая Россия — За Советский Союз, Kommunisty-Trudowaja Rossija-Sa Sowetski Sojus) (1995)
- Kommunistische Partei der Republik Tatarstan (Коммунистическая партия Республики Татарстан) (1991–2002)
- Liberales Russland (Либеральная Россия) (2000–2004)
- National-Republikanische Partei Russlands (Национально-республиканская партия России) (1991–2000)
- Nationalbolschewistische Partei Russlands (Национал-большевистская партия) (1993–2007)
- Partei der Bierliebhaber (Партия любителей пива) (1993–1998)
- Russland der Zukunft (Россия будущего) (Alexander Sorin)
- Russische Christlich-Demokratische Bewegung (1990–1997)
- Russische Kommunistische Arbeiterpartei – Russische Partei der Kommunisten (Российская коммунистическая рабочая партия — Российская партия коммунистов) (2001–2007)
- Russische Partei der Kommunisten (Российская партия коммунистов) (1991–2001)
- Russische Partei der sozialen Demokratie (Российская партия социальной демократии) (1995–2002)
- Russische Partei des Lebens (Российская партия жизни) (1999–2008)
- Russische Partei Dogwans (Российская партия Довганя) (1998–2000)
- Russische Sozialistische Partei (Русская социалистическая партия) (1996–2001)
- Russische Vereinigte Sozialdemokratische Partei (Российская объединённая социал-демократическая партия) (2000–2001)
- Sozialdemokratische Partei Russlands (1990) (Социал-демократическая партия России) (1990–2002)
- Sozialdemokratische Partei Russlands (2001) (Социал-демократическая партия России) (2001–2007)
- Sozialistische einige Partei Russlands (Социалистическая единая партия России) (2003–2007)
- Union der Menschen für Bildung und Wissenschaft (Союз людей за образование и науку) (2002–2007)
- Union der rechten Kräfte (Союз правых сил) (1999–2008)
- Unser Haus Russland (Наш дом Россия) (1991–1999)
- Volkspartei der Russischen Föderation (Народная партия Российской Федерации) (2001–2007)